# دانشگاه هوسی
دانشگاه هوسی (انگلیسی: Hosei University) یکی از دانشگاه‌های خصوصی و با قدمت واقع در توکیو، ژاپن است.
این دانشگاه در ابتدا تأسیس در ۱۸۸۳، یک مدرسهٔ حقوق بود که بوسیلهٔ دکتر گوستاو امیل بیوسوناد اداره می‌شد و به شدت تحت تأثیر رسوم حقوقی فرانسه قرار داشت. این مدرسه در ۱۸۸۹ با یک مدرسهٔ مطالعات فرانسوی که سه سال پیش از این دانشگاه ایجاد شده بود، ادغام شد. از سال ۱۹۰۳، به نام دانشگاه هوسی (دانشگاه حقوق و علوم سیاسی توکیو) نامگذاری شد و در ۱۹۲۰ به عنوان یک دانشگاه خصوصی شناخته شد.